# Refuge de ski Pear Lake
Pour les articles homonymes, voir Pear.
 (juin 2020).
Le refuge de ski Pear Lake, en anglais Pear Lake Ski Hut, est un refuge de montagne américain dans le comté de Tulare, en Californie. Situé à 2 804 mètres dans la sierra Nevada, il est protégé au sein du parc national de Sequoia. Construit de 1939 à 1941 dans le style rustique du National Park Service, il est inscrit au Registre national des lieux historiques depuis le 5 mai 1978.